# Mr.Mr. (노래)
〈Mr.Mr.〉는 대한민국의 걸 그룹 소녀시대의 노래이다. 소녀시대의 네 번째 미니 앨범 《Mr.Mr.》의 첫 번째 수록곡이자 타이틀곡이다. 2014년 2월 24일 KT 뮤직을 통해 발매되었다. 소녀시대 전 멤버 제시카의 탈퇴 전의 마지막 노래이다.

## 상업적 성과
〈Mr.Mr.〉는 2014년 10주차 가온 디지털 차트에서 1위로 데뷔했다. 다음 주, 11주차 차트에서는 3단계 하락한 4위를 기록했다. 이후 2014년 가온 디지털 연간 차트에서 54위에 올랐다. 가온 다운로드 차트에서는 첫 주 309,297건을 팔며 1위로 데뷔했다. 다음 주에는 130,597건을 팔아 3단계 하락한 4위에 올랐다. 〈Mr.Mr.〉는 2월 동안 총 265,141건의 다운로드 판매량을 기록하면서 2월 월간 차트 12위에 올랐고, 3월 월간 차트에서는 413,429건을 팔아 2위에 올랐다. 2014년 한 해 동안 906,962건의 판매량을 기록하면서 연간 차트 46위에 올랐다.

## 차트
| 차트 (2014)                    | 최고 순위 |
| ------------------------------ | --------- |
| 대한민국 (가온 디지털 차트)    | 1         |
| 대한민국 (가온 다운로드 차트)  | 1         |
| 대한민국 (가온 스트리밍 차트)  | 3         |
| 대한민국 (가온 BGM 차트)       | 4         |
| 미국 월드 디지털 송스 (빌보드) | 4         |

| 차트 (2014)                   | 최고 순위 |
| ----------------------------- | --------- |
| 대한민국 (가온 디지털 차트)   | 54        |
| 대한민국 (가온 다운로드 차트) | 46        |
| 대한민국 (가온 스트리밍 차트) | 48        |
| 대한민국 (가온 BGM 차트)      | 56        |